# Francesco Federico di Sassonia-Coburgo-Saalfeld
Francesco Federico di Sassonia-Coburgo-Saalfeld (nome completo Franz Friedrich Anton von Sachsen-Coburg-Saalfeld) (Coburgo, 15 luglio 1750 – Coburgo, 10 dicembre 1806) fu duca di Sassonia-Coburgo dal 1800 e duca di Sassonia-Coburgo-Saalfeld dal 1805.

## Biografia

### Infanzia

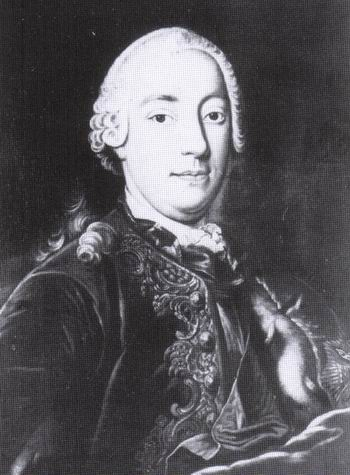
Ernesto Federico di Sassonia-Coburgo-Saalfeld

Francesco Federico era il figlio primogenito del duca Ernesto Federico di Sassonia-Coburgo-Saalfeld e di sua moglie, Sofia Antonia di Brunswick-Wolfenbüttel, figlia del duca Ferdinando Alberto di Brunswick-Wolfenbüttel.
Durante gli anni della giovinezza, il futuro duca ricevette un'educazione accurata e approfondita, tramite tutori privati a palazzo. Per questo egli divenne un grande conoscitore dell'arte. Francesco Federico è considerato il più grande collezionista di libri e di illustrazioni di tutti i duchi di Sassonia-Coburgo-Saalfeld. La sua collezione privata constava, nel 1775, di ben 300.000 incisioni, che ancora oggi possono essere viste nel museo di Veste Coburg, e della sua fornitissima biblioteca, installata nella sua residenza di Coburgo, composta da una mole immensa di libri.

### Matrimoni

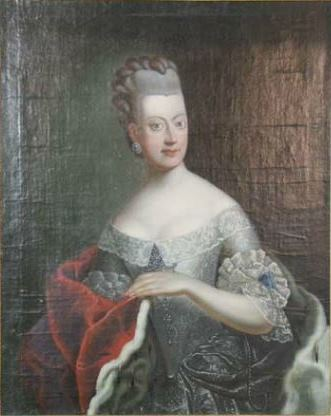
Sofia di Sassonia-Hildburghausen, prima moglie del Duca

Il 6 marzo 1776, a Hildburghausen, Francesco Federico sposò Ernestina Federica Sofia di Sassonia-Hildburghausen, figlia di Ernesto Federico III di Sassonia-Hildburghausen e di Ernestina Augusta Sofia di Sassonia-Weimar-Eisenach. Sofia morì il 28 ottobre 1776, sette mesi dopo le nozze.

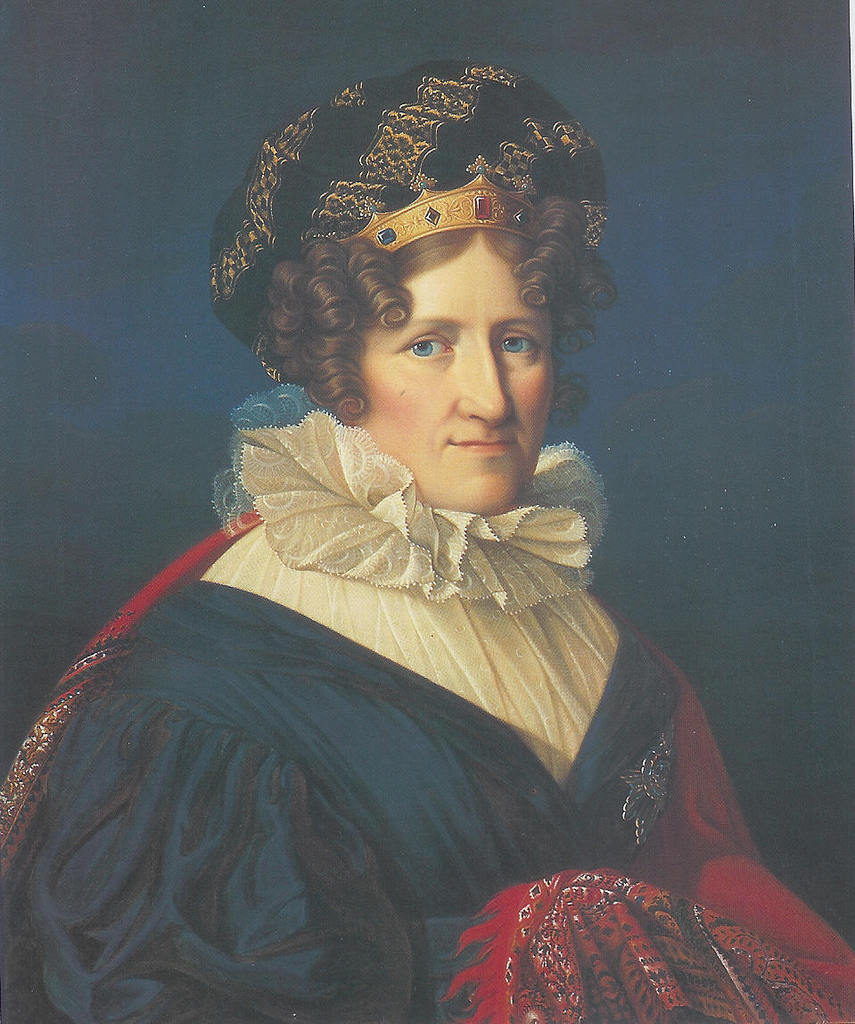
Augusta di Reuss-Ebersdorf, seconda moglie di Francesco Federico, nel 1757

Non avendo avuto figli dal primo matrimonio, Francesco Federico sposò il 13 giugno 1777, a Ebersdorf, Augusta di Reuss-Ebersdorf, figlia del conte Enrico XXIV di Reuss-Ebersdorf e di Carolina Ernestina di Erbach-Schönberg. Dal loro matrimonio nacquero dieci figli.

### Duca di Sassonia-Coburgo-Saalfeld

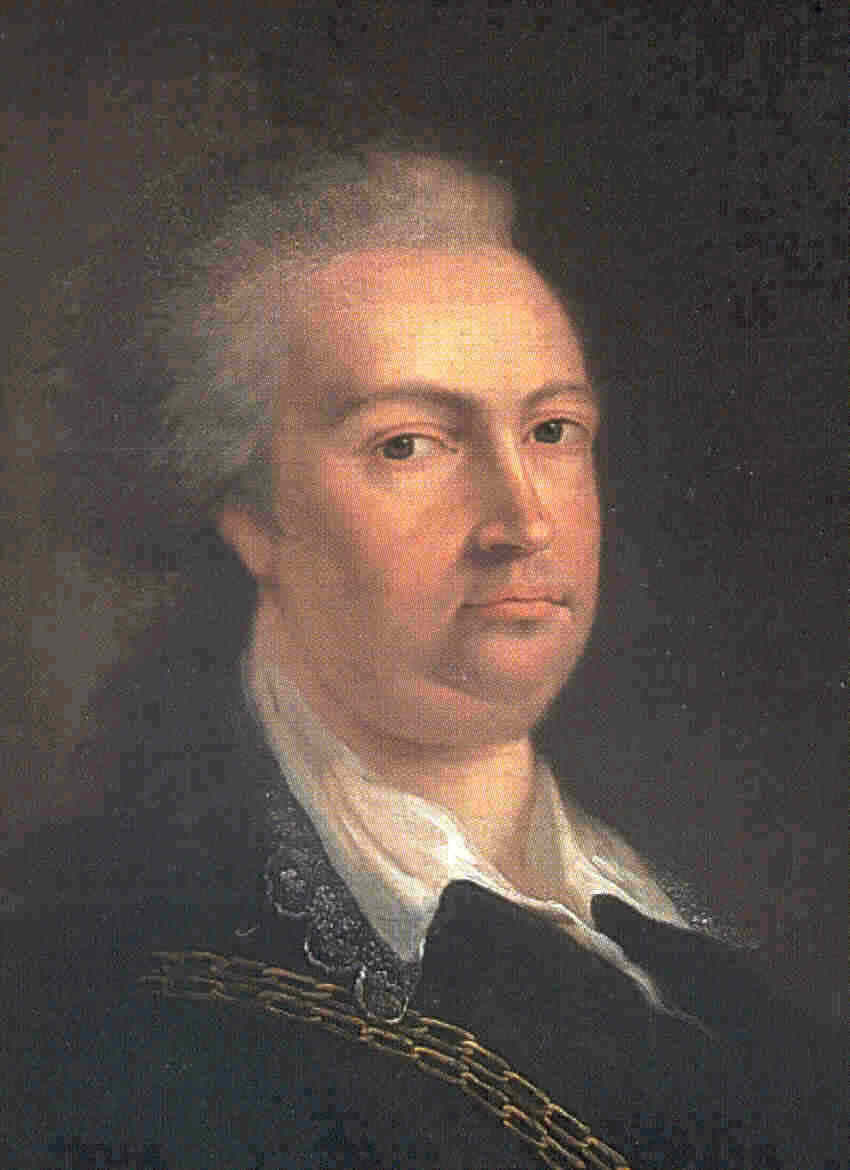
Federico Francesco, duca di Sassonia-Coburgo-Saalfeld

Nel 1800 Francesco Federico succedette al padre nel governo del ducato di Sassonia-Coburgo-Saalfeld alla di lui morte e si trovò subito a gestire uno stato fortemente indebitato il che lo costrinse a servirsi di una commissione di ministri che cooperassero per il bene del territorio da lui amministrato. Questo fatto fece sì che il primo ministro Konrad Theodor von Kretschmann acquisisse sotto il suo governo grande potere e influenza a corte, fatto che lo rese però inviso alla popolazione.
Malgrado questo, ad ogni modo, il governo del duca Francesco Federico fu particolarmente apprezzato per l'attenzione che egli dedicò alla capitale del ducato, Coburgo, dove si compì l'ultima grande espansione storica della città, abbattendo le ormai obsolete mura, torri e fossati che vennero sostituite con aree verdi e grandi parchi con spazi per la realizzazione di nuove residenze private.

### Morte

Francesco Federico di Sassonia-Coburgo-Saalfeld in un ritratto inizio Ottocento

Nel 1805 il duca acquistò (solo pochi mesi prima della morte) il castello di Rosenau come residenza estiva per la sua famiglia.
Il duca di Sassonia-Coburgo-Saalfeld si spense nel 1806 dopo appena sei anni di regno, venendo sepolto nel mausoleo da lui appositamente fatto realizzare nei giardini ducali della residenza di Coburgo, dove nel 1831 venne sepolta anche la sua seconda moglie. Il poeta Johann Friedrich Löwen gli dedicò un'ode.

## Discendenza
Francesco Federico e Augusta di Reuss-Ebersdorf ebbero dieci figli:
- Sofia, nata nel 1778 e morta nel 1835, sposò nel 1804 Emanuele di Mensdorff-Pouilly;
- Antonietta, nata nel 1779 e morta nel 1824, sposò nel 1798 Alessandro di Württemberg;
- Giuliana, conosciuta come Anna Fëdorovna, nata nel 1781 e morta nel 1860, sposò nel 1796 il granduca Costantino Pavlovich di Russia, fratello minore dello zar Alessandro I di Russia;
- un figlio nato morto nel 1782;
- Ernesto, nato nel 1784 e morto nel 1844, futuro duca di Sassonia Coburgo-Gotha dal 1826 con il nome di Ernesto I, sposò nel 1817 Luisa di Sassonia-Gotha-Altenburg e, dopo il divorzio, nel 1832 la nipote Maria di Württemberg;
- Ferdinando, nato nel 1785 e morto nel 1851, sposò nel 1816 Maria Antonia di Koháry, e fu padre di Ferdinando II di Portogallo;
- Vittoria, nata nel 1786 e morta nel 1861, futura madre della regina Vittoria del Regno Unito;
- Marianna, nata nel 1788 e morta nel 1794;
- Leopoldo, nato nel 1790 e morto nel 1865, futuro re dei belgi con il nome di Leopoldo I, sposò nel 1816 Carlotta Augusta di Hannover e nel 1832 Luisa d'Orléans;
- Francesco, nato nel 1792 e morto nel 1793.

### Discendenza reale di Francesco Federico
Francesco Federico e Augusta furono nonni della regina Vittoria del Regno Unito (attraverso la madre, Vittoria) e anche del marito di lei, il principe Alberto di Sassonia-Coburgo-Gotha (attraverso il padre, Ernesto) e genitori del re Leopoldo I del Belgio.
Tra i loro nipoti si annoverano anche Ferdinando II co-regnante del Portogallo con la moglie Maria II, Ferdinando I zar di Bulgaria, Leopoldo II re dei Belgi e Carlotta del Belgio imperatrice del Messico.
| Francesco Federico | Ferdinando di Sassonia-Coburgo-Kohary | Ferdinando II del Portogallo Principe consorte del Portogallo | Pietro V del Portogallo Re del Portogallo                           |                                                            |                                                                      |
| Francesco Federico | Ferdinando di Sassonia-Coburgo-Kohary | Ferdinando II del Portogallo Principe consorte del Portogallo | Luigi del Portogallo Re del Portogallo                              | Carlo I del Portogallo Re del Portogallo                   | Manuele II del Portogallo Re del Portogallo                          |
| Francesco Federico | Ferdinando di Sassonia-Coburgo-Kohary | Ferdinando II del Portogallo Principe consorte del Portogallo | Maria Anna Ferdinanda di Braganza                                   | Maria Giuseppina di Sassonia                               | Carlo I d'Austria Imperatore d'Austria                               |
| Francesco Federico | Ferdinando di Sassonia-Coburgo-Kohary | Ferdinando II del Portogallo Principe consorte del Portogallo | Antonia di Braganza                                                 | Ferdinando I di Romania Re di Romania                      | Carlo II di Romania Re di Romania                                    |
| Francesco Federico | Ferdinando di Sassonia-Coburgo-Kohary | Ferdinando II del Portogallo Principe consorte del Portogallo | Antonia di Braganza                                                 | Ferdinando I di Romania Re di Romania                      | Elisabetta di Romania Regina consorte dei Greci                      |
| Francesco Federico | Ferdinando di Sassonia-Coburgo-Kohary | Ferdinando II del Portogallo Principe consorte del Portogallo | Antonia di Braganza                                                 | Ferdinando I di Romania Re di Romania                      | Maria di Jugoslavia Regina consorte di Jugoslavia                    |
| Francesco Federico | Ferdinando di Sassonia-Coburgo-Kohary | Augusto di Sassonia-Coburgo-Kohary                            | Ferdinando I di Bulgaria Re di Bulgaria                             | Boris III di Bulgaria Re di Bulgaria                       | Simeone II di Bulgaria Re di Bulgaria                                |
| Francesco Federico | Ferdinando di Sassonia-Coburgo-Kohary | Vittoria di Sassonia-Coburgo-Kohary                           | Gastone d'Orléans                                                   |                                                            |                                                                      |
| Francesco Federico | Ernesto I di Sassonia-Coburgo-Gotha   | Alberto di Sassonia-Coburgo-Gotha Vittoria del Regno Unito    | Edoardo VII del Regno Unito Re del Regno Unito                      | Maud del Galles Regina consorte di Norvegia                | Olav V di Norvegia Re di Norvegia                                    |
| Francesco Federico | Ernesto I di Sassonia-Coburgo-Gotha   | Alberto di Sassonia-Coburgo-Gotha Vittoria del Regno Unito    | Edoardo VII del Regno Unito Re del Regno Unito                      | Giorgio V del Regno Unito Re del Regno Unito               | Edoardo VIII del Regno Unito Re del Regno Unito                      |
| Francesco Federico | Ernesto I di Sassonia-Coburgo-Gotha   | Alberto di Sassonia-Coburgo-Gotha Vittoria del Regno Unito    | Edoardo VII del Regno Unito Re del Regno Unito                      | Giorgio V del Regno Unito Re del Regno Unito               | Giorgio VI del Regno Unito Re del Regno Unito                        |
| Francesco Federico | Ernesto I di Sassonia-Coburgo-Gotha   | Alberto di Sassonia-Coburgo-Gotha Vittoria del Regno Unito    | Alice di Sassonia-Coburgo-Gotha                                     | Vittoria d'Assia-Darmstadt                                 | Luisa Mountbatten Regina consorte di Svezia                          |
| Francesco Federico | Ernesto I di Sassonia-Coburgo-Gotha   | Alberto di Sassonia-Coburgo-Gotha Vittoria del Regno Unito    | Alice di Sassonia-Coburgo-Gotha                                     | Alice d'Assia Imperatrice consorte di tutte le Russie      |                                                                      |
| Francesco Federico | Ernesto I di Sassonia-Coburgo-Gotha   | Alberto di Sassonia-Coburgo-Gotha Vittoria del Regno Unito    | Vittoria di Sassonia-Coburgo-Gotha Imperatrice consorte di Germania | Guglielmo II di Germania Imperatore di Germania            |                                                                      |
| Francesco Federico | Ernesto I di Sassonia-Coburgo-Gotha   | Alberto di Sassonia-Coburgo-Gotha Vittoria del Regno Unito    | Vittoria di Sassonia-Coburgo-Gotha Imperatrice consorte di Germania | Sofia di Prussia Regina consorte dei Greci                 | Giorgio II di Grecia Re dei Greci                                    |
| Francesco Federico | Ernesto I di Sassonia-Coburgo-Gotha   | Alberto di Sassonia-Coburgo-Gotha Vittoria del Regno Unito    | Vittoria di Sassonia-Coburgo-Gotha Imperatrice consorte di Germania | Sofia di Prussia Regina consorte dei Greci                 | Alessandro di Grecia Re dei Greci                                    |
| Francesco Federico | Vittoria di Sassonia-Coburgo-Saalfeld | Alberto di Sassonia-Coburgo-Gotha Vittoria del Regno Unito    | Vittoria di Sassonia-Coburgo-Gotha Imperatrice consorte di Germania | Sofia di Prussia Regina consorte dei Greci                 | Paolo di Grecia Re dei Greci                                         |
| Francesco Federico | Vittoria di Sassonia-Coburgo-Saalfeld | Alberto di Sassonia-Coburgo-Gotha Vittoria del Regno Unito    | Vittoria di Sassonia-Coburgo-Gotha Imperatrice consorte di Germania | Sofia di Prussia Regina consorte dei Greci                 | Elena di Grecia                                                      |
| Francesco Federico | Vittoria di Sassonia-Coburgo-Saalfeld | Alberto di Sassonia-Coburgo-Gotha Vittoria del Regno Unito    | Alfredo di Sassonia-Coburgo-Gotha                                   | Maria di Sassonia-Coburgo-Gotha Regina consorte di Romania | Carlo II di Romania Re di Romania                                    |
| Francesco Federico | Vittoria di Sassonia-Coburgo-Saalfeld | Alberto di Sassonia-Coburgo-Gotha Vittoria del Regno Unito    | Alfredo di Sassonia-Coburgo-Gotha                                   | Maria di Sassonia-Coburgo-Gotha Regina consorte di Romania | Elisabetta di Romania Regina consorte dei Greci                      |
| Francesco Federico | Vittoria di Sassonia-Coburgo-Saalfeld | Alberto di Sassonia-Coburgo-Gotha Vittoria del Regno Unito    | Alfredo di Sassonia-Coburgo-Gotha                                   | Maria di Sassonia-Coburgo-Gotha Regina consorte di Romania | Maria di Jugoslavia Regina consorte di Jugoslavia                    |
| Francesco Federico | Vittoria di Sassonia-Coburgo-Saalfeld | Alberto di Sassonia-Coburgo-Gotha Vittoria del Regno Unito    | Arturo di Sassonia-Coburgo-Gotha                                    | Margherita di Connaught                                    | Ingrid di Svezia Regina consorte di Danimarca                        |
| Francesco Federico | Vittoria di Sassonia-Coburgo-Saalfeld | Alberto di Sassonia-Coburgo-Gotha Vittoria del Regno Unito    | Arturo di Sassonia-Coburgo-Gotha                                    | Margherita di Connaught                                    | Gustavo Adolfo di Svezia                                             |
| Francesco Federico | Vittoria di Sassonia-Coburgo-Saalfeld | Alberto di Sassonia-Coburgo-Gotha Vittoria del Regno Unito    | Leopoldo di Sassonia-Coburgo-Gotha                                  | Carlo Edoardo di Sassonia-Coburgo-Gotha                    | Sibilla di Sassonia-Coburgo-Gotha                                    |
| Francesco Federico | Vittoria di Sassonia-Coburgo-Saalfeld | Alberto di Sassonia-Coburgo-Gotha Vittoria del Regno Unito    | Beatrice di Sassonia-Coburgo-Gotha                                  | Vittoria Eugenia di Battenberg Regina consorte di Spagna   | Giovanni di Borbone-Spagna                                           |
| Francesco Federico | Leopoldo I del Belgio Re dei Belgi    | Leopoldo II del Belgio Re dei Belgi                           |                                                                     |                                                            |                                                                      |
| Francesco Federico | Leopoldo I del Belgio Re dei Belgi    | Filippo del Belgio                                            | Alberto I del Belgio Re dei Belgi                                   | Leopoldo III del Belgio Re dei Belgi                       | Giuseppina Carlotta del Belgio Granduchessa consorte del Lussemburgo |
| Francesco Federico | Leopoldo I del Belgio Re dei Belgi    | Filippo del Belgio                                            | Alberto I del Belgio Re dei Belgi                                   | Leopoldo III del Belgio Re dei Belgi                       | Baldovino del Belgio Re dei Belgi                                    |
| Francesco Federico | Leopoldo I del Belgio Re dei Belgi    | Filippo del Belgio                                            | Alberto I del Belgio Re dei Belgi                                   | Leopoldo III del Belgio Re dei Belgi                       | Alberto II del Belgio Re dei Belgi                                   |
| Francesco Federico | Leopoldo I del Belgio Re dei Belgi    | Filippo del Belgio                                            | Alberto I del Belgio Re dei Belgi                                   | Maria José del Belgio Regina consorte d'Italia             |                                                                      |
| Francesco Federico | Leopoldo I del Belgio Re dei Belgi    | Carlotta del Belgio Imperatrice consorte del Messico          |                                                                     |                                                            |                                                                      |

## Ascendenza
|                                                 |                                            |                                            | Genitori                                                     |  |  | Nonni |  |  | Bisnonni                                      |  |  | Trisnonni                             |  |
|                                                 |                                            |                                            |                                                              |  |  |       |  |  | Giovanni Ernesto di Sassonia-Coburgo-Saalfeld |  |  | Ernesto I di Sassonia-Gotha-Altenburg |  |
|                                                 |                                            |                                            |                                                              |  |  |       |  |  | Giovanni Ernesto di Sassonia-Coburgo-Saalfeld |  |  | Ernesto I di Sassonia-Gotha-Altenburg |  |
|                                                 |                                            | Elisabetta Sofia di Sassonia-Altenburg     |                                                              |  |  |       |  |  | Giovanni Ernesto di Sassonia-Coburgo-Saalfeld |  |  |                                       |  |
| Francesco Giosea di Sassonia-Coburgo-Saalfeld   |                                            |                                            |                                                              |  |  |       |  |  | Giovanni Ernesto di Sassonia-Coburgo-Saalfeld |  |  |                                       |  |
|                                                 |                                            | Carlotta Giovanna di Waldeck-Wildungen     | Giosia II di Waldeck-Wildungen                               |  |  |       |  |  |                                               |  |  |                                       |  |
|                                                 |                                            | Carlotta Giovanna di Waldeck-Wildungen     | Giosia II di Waldeck-Wildungen                               |  |  |       |  |  |                                               |  |  |                                       |  |
|                                                 |                                            | Carlotta Giovanna di Waldeck-Wildungen     | Guglielmina Cristina di Nassau-Siegen                        |  |  |       |  |  |                                               |  |  |                                       |  |
| Ernesto Federico di Sassonia-Coburgo-Saalfeld   |                                            | Carlotta Giovanna di Waldeck-Wildungen     |                                                              |  |  |       |  |  |                                               |  |  |                                       |  |
|                                                 |                                            | Luigi Federico I di Schwarzburg-Rudolstadt | Alberto Antonio di Schwarzburg-Rudolstadt                    |  |  |       |  |  |                                               |  |  |                                       |  |
|                                                 |                                            | Luigi Federico I di Schwarzburg-Rudolstadt | Alberto Antonio di Schwarzburg-Rudolstadt                    |  |  |       |  |  |                                               |  |  |                                       |  |
|                                                 |                                            | Luigi Federico I di Schwarzburg-Rudolstadt | Emilia Giuliana di Barby-Mühlingen                           |  |  |       |  |  |                                               |  |  |                                       |  |
| Anna Sofia di Schwarzburg-Rudolstadt            |                                            | Luigi Federico I di Schwarzburg-Rudolstadt |                                                              |  |  |       |  |  |                                               |  |  |                                       |  |
|                                                 |                                            | Anna Sofia di Sassonia-Gotha-Altenburg     | Federico I di Sassonia-Gotha-Altenburg                       |  |  |       |  |  |                                               |  |  |                                       |  |
|                                                 |                                            | Anna Sofia di Sassonia-Gotha-Altenburg     | Federico I di Sassonia-Gotha-Altenburg                       |  |  |       |  |  |                                               |  |  |                                       |  |
|                                                 |                                            | Anna Sofia di Sassonia-Gotha-Altenburg     | Maddalena Sibilla di Sassonia-Weissenfels                    |  |  |       |  |  |                                               |  |  |                                       |  |
| Francesco Federico di Sassonia-Coburgo-Saalfeld |                                            | Anna Sofia di Sassonia-Gotha-Altenburg     |                                                              |  |  |       |  |  |                                               |  |  |                                       |  |
|                                                 | Ferdinando Alberto I di Brunswick-Lüneburg | Augusto di Brunswick-Lüneburg              |                                                              |  |  |       |  |  |                                               |  |  |                                       |  |
|                                                 | Ferdinando Alberto I di Brunswick-Lüneburg | Augusto di Brunswick-Lüneburg              |                                                              |  |  |       |  |  |                                               |  |  |                                       |  |
|                                                 | Ferdinando Alberto I di Brunswick-Lüneburg | Elisabetta Sofia di Meclemburgo-Güstrow    |                                                              |  |  |       |  |  |                                               |  |  |                                       |  |
| Ferdinando Alberto II di Brunswick-Lüneburg     | Ferdinando Alberto I di Brunswick-Lüneburg |                                            |                                                              |  |  |       |  |  |                                               |  |  |                                       |  |
|                                                 |                                            | Cristina di Assia-Eschwege                 | Federico d'Assia-Eschwege                                    |  |  |       |  |  |                                               |  |  |                                       |  |
|                                                 |                                            | Cristina di Assia-Eschwege                 | Federico d'Assia-Eschwege                                    |  |  |       |  |  |                                               |  |  |                                       |  |
|                                                 |                                            | Cristina di Assia-Eschwege                 | Eleonora Caterina del Palatinato-Zweibrücken-Kleeburg        |  |  |       |  |  |                                               |  |  |                                       |  |
| Sofia Antonia di Brunswick-Wolfenbüttel         |                                            | Cristina di Assia-Eschwege                 |                                                              |  |  |       |  |  |                                               |  |  |                                       |  |
|                                                 |                                            | Luigi Rodolfo di Brunswick-Lüneburg        | Antonio Ulrico di Brunswick-Wolfenbüttel                     |  |  |       |  |  |                                               |  |  |                                       |  |
|                                                 |                                            | Luigi Rodolfo di Brunswick-Lüneburg        | Antonio Ulrico di Brunswick-Wolfenbüttel                     |  |  |       |  |  |                                               |  |  |                                       |  |
|                                                 |                                            | Luigi Rodolfo di Brunswick-Lüneburg        | Elisabetta Giuliana di Schleswig-Holstein-Sonderburg-Norburg |  |  |       |  |  |                                               |  |  |                                       |  |
| Antonietta Amalia di Brunswick-Wolfenbüttel     |                                            | Luigi Rodolfo di Brunswick-Lüneburg        |                                                              |  |  |       |  |  |                                               |  |  |                                       |  |
|                                                 |                                            | Cristina Luisa di Oettingen-Oettingen      | Alberto Ernesto I di Oettingen-Oettingen                     |  |  |       |  |  |                                               |  |  |                                       |  |
|                                                 |                                            | Cristina Luisa di Oettingen-Oettingen      | Alberto Ernesto I di Oettingen-Oettingen                     |  |  |       |  |  |                                               |  |  |                                       |  |
|                                                 |                                            | Cristina Luisa di Oettingen-Oettingen      | Cristina Federica di Württemberg                             |  |  |       |  |  |                                               |  |  |                                       |  |
|                                                 |                                            | Cristina Luisa di Oettingen-Oettingen      |                                                              |  |  |       |  |  |                                               |  |  |                                       |  |